# Flora (Illinois)
Flora is een plaats (city) in de Amerikaanse staat Illinois, en valt bestuurlijk gezien onder Clay County.

## Demografie
Bij de volkstelling in 2000 werd het aantal inwoners vastgesteld op 5086. In 2006 is het aantal inwoners door het United States Census Bureau geschat op 4805, een daling van 281 (-5,5%).

## Geografie
Volgens het United States Census Bureau beslaat de plaats een oppervlakte van 11,5 km², geheel bestaande uit land. Flora ligt op ongeveer 150 m boven zeeniveau.

## Plaatsen in de nabije omgeving
De onderstaande figuur toont nabijgelegen plaatsen in een straal van 20 km rond Flora.